# Marian Żołnierczyk
Marian Zbigniew Żołnierczyk (ur. 1 maja 1940 w Sanoku, zm. 22 stycznia 2008 tamże) – polski pracownik branży motoryzacyjnej, polityk, samorządowiec, poseł na Sejm PRL VII i VIII kadencji.

## Życiorys
Urodził się w 1940 w rodzinie działacza robotniczego i komunistycznego Jana Żołnierczyka (1896–1974) i Michaliny z domu Sowa (1912–1955). Ukończył zasadniczą szkołę zawodową, w latach 70. zaocznie technikum mechaniczne oraz podjął studia na Akademii Ekonomicznej w Krakowie w zakresie ekonomiki i organizacji produkcji. 1 lipca 1956 podjął pracę w Sanockiej Fabryce Wagonów jako ślusarz na wydziale montażu głównego autobusu Star N52. Od 1960 przez dwa lata służył w Wojskach Ochrony Pogranicza, po czym powrócił do pracy w przemianowanej Sanockiej Fabryce Autobusów „Autosan”. Od 1963 do 1981 pracował w wydziale Budowy Prototypów jako brygadzista, następnie był kierownikiem sekcji w Dziale Sprzedaży.
Od 1960 był członkiem Polskiej Zjednoczonej Partii Robotniczej. Był członkiem OOP PZPR w Autosanie, działaczem związków zawodowych. W latach 60. został członkiem Komitetu Wojewódzkiego PZPR w Rzeszowie. W 1968 był delegatem na V, a 13 listopada 1975 został wybrany na członka KW PZPR w Krośnie oraz na delegata tegoż na VII Zjazd PZPR. Był wybierany na członka Wojewódzkiej Komisji Rewizyjnej przy KW PZPR w Krośnie: 17 lutego 1978, 17 lutego 1979, 8 stycznia 1980. Pracując jako brygadzista w Autosanie, z ramienia PZPR w marcu 1976 uzyskał mandat posła na Sejm PRL VII kadencji w okręgu nr 34 Krosno. Zasiadał w Komisji Komunikacji i Łączności oraz w Komisji Obrony Narodowej. W marcu 1980 uzyskał reelekcję do Sejmu w okręgu nr 35 Krosno. W Sejmie VIII kadencji zasiadał w takich samych komisjach, a także w Komisji do Spraw Samorządu Pracowniczego Przedsiębiorstw, której był wiceprzewodniczącym. Reprezentował ziemię sanocką. Pełnił mandaty radnego Wojewódzkiej Rady Narodowej w Krośnie oraz Miejskiej Rady Narodowej w Sanoku (wybranego w wyborach w 1984), został wówczas zastępcą przewodniczącego MRN. W grudniu 1979 został członkiem plenum Komitetu Miejskiego PZPR w Sanoku. W październiku 1982 został wybrany na sekretarza Komitetu Zakładowego PZPR w Sanockiej Fabryce Autobusów „Autosan”. Od 16 grudnia 1983 do 19 grudnia 1986 był sekretarzem ds. organizacyjnych oraz członkiem egzekutywy w KM PZPR. W październiku 1987 zrezygnował z funkcji przewodniczącego MRN. W 1987 przeszedł na rentę. 19 września 1987 został zastępcą przewodniczącego Komitetu Społecznego ORMO w Sanoku, a w 1989 pełnił funkcję komendanta rejonowego sztabu ORMO w Sanoku.
W wyborach samorządowych w 1998 uzyskał mandat radnego Rady Powiatu Sanockiego, kandydując z listy Sojuszu Lewicy Demokratycznej. 21 listopada 1999 został wybrany na członka Rady Powiatowej SLD w Sanoku. W wyborach samorządowych w 2002 bez powodzenia ubiegał się o reelekcję do rady powiatu, startując z listy SLD-UP.
Podjął działalność w zarządzie Pracowniczych Ogrodów Działkowych, pełnił stanowiska prezesa ogrodu działkowego „Kalina” (od 1988), wiceprezesa zarządu okręgu Polskiego Związku Działkowców, Stowarzyszenia Ogrodów Działkowych w Krośnie. Został członkiem zarządu powiatowego oddziału Związku Żołnierzy Ludowego Wojska Polskiego.

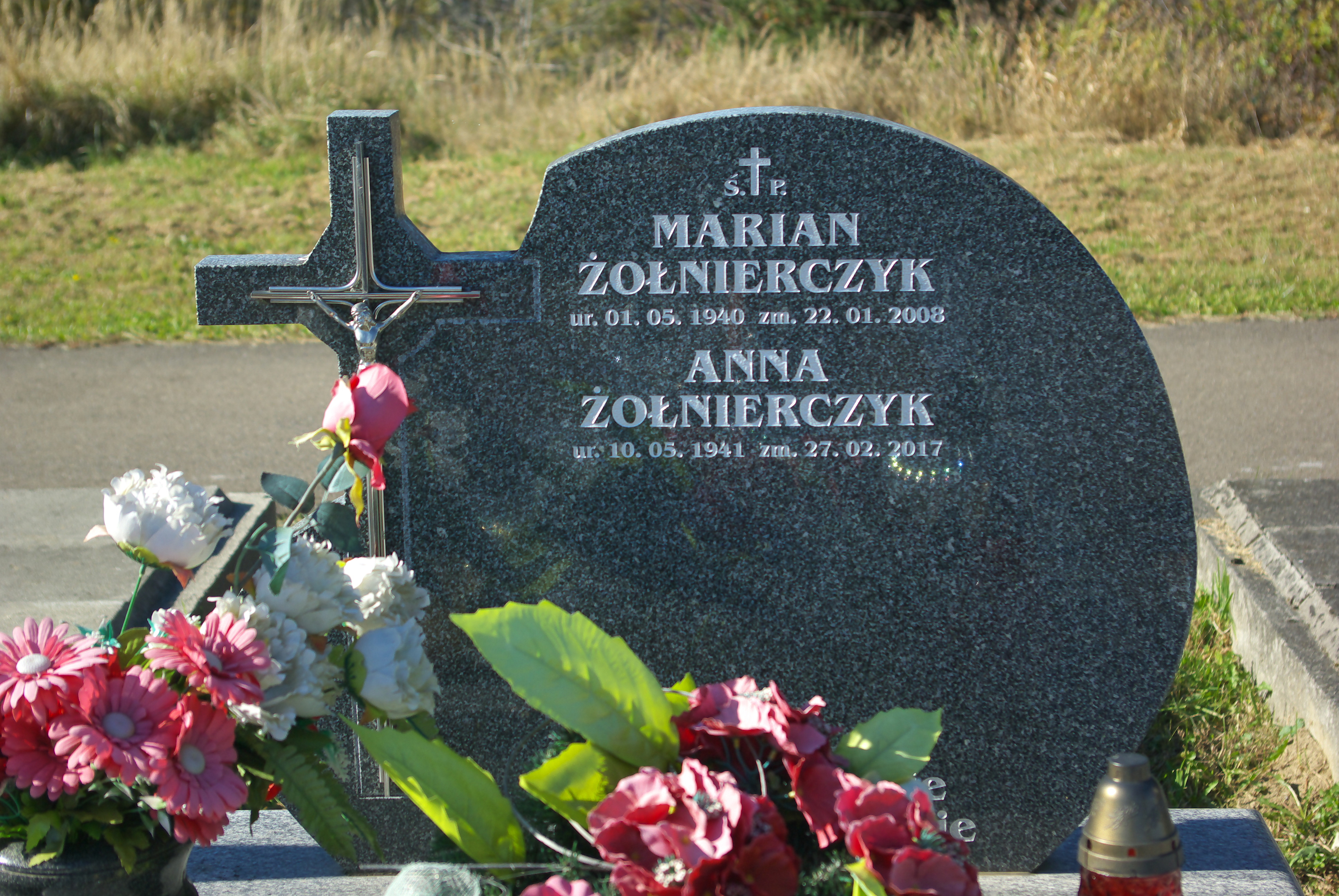
Grób Mariana Żołnierczyka

Zmarł 22 stycznia 2008 i został pochowany na Cmentarzu Posada w Sanoku.

## Odznaczenia i wyróżnienia
- Krzyż Kawalerski Orderu Odrodzenia Polski[33]
- Srebrny Krzyż Zasługi (1 lipca 1977)[34]
- Odznaka „Zasłużony dla Sanoka” (1980)[35]
- Srebrne Odznaczenie im. Janka Krasickiego (przed 1976, za pracę w organizacjach młodzieżowych)[1]
- Odznaka „Zasłużony Działacz Związków Zawodowych” (przed 1976)[1]
- „Jubileuszowy Adres” (1984)[36]